# Macerio conguillio
Macerio conguillio är en spindelart som beskrevs av Ramírez 1997. Macerio conguillio ingår i släktet Macerio och familjen sporrspindlar. Inga underarter finns listade i Catalogue of Life.